# Implication de l'Iran dans l'invasion russe de l'Ukraine
L'Iran a fourni à la Russie des munitions rôdeuse utilisée lors de l'invasion de l'Ukraine par cette dernière. Plusieurs pays ont accusé l'Iran de violer la résolution 2231 du Conseil de sécurité des Nations unies.

## Contexte
La résolution 2231 du Conseil de sécurité des Nations unies a décrété un embargo sur les armes à destination de l'Iran en 2015. L'embargo sur les armes conventionnelles iraniennes a pris fin en octobre 2020, mais les restrictions imposées à l'Iran concernant les missiles et les technologies connexes sont en place jusqu'en octobre 2023.

## Livraisons par drones
Le 24 février 2022, la Russie envahit l'Ukraine. Le 12 avril, la tentative de la Russie de prendre Kiev avait échoué. À cette date, The Guardian a rapporté que l'Iran faisait de la contrebande d'armes d'Irak vers la Russie. Le 11 juillet, puis le 17 juillet 2022, alors que les stocks de drones russes s'épuisaient, des responsables américains ont déclaré que l'Iran prévoyait de fournir des drones à la Russie,. Le 17 octobre, alors que la Russie perdait du terrain face aux contre-offensives ukrainiennes à l'Est et au Sud, la Russie avait obtenu des drones suicides iraniens, qu'elle utilisait pour attaquer des infrastructures civiles. Le 18 octobre, des formateurs iraniens étaient en Crimée pour aider la Russie à utiliser des drones iraniens.
Le 16 octobre, le Washington Post a rapporté que l'Iran prévoyait de fournir à la Russie à la fois des drones et des missiles. Le 21 novembre, le ministère ukrainien de la Défense a déclaré que, selon la presse israélienne, Israël pourrait réagir en transférant des missiles à courte et moyenne portée à l'Ukraine.
Le 18 octobre 2022, le département d'État américain a accusé l'Iran d'avoir violé la résolution 2231 en vendant des drones Shahed 131 et Shahed 136 à la Russie, souscrivant aux évaluations similaires de la France et du Royaume-Uni. L'Iran a nié avoir envoyé des armes destinées à être utilisées dans la guerre contre l'Ukraine,. Le 22 octobre, la France, la Grande-Bretagne et l'Allemagne ont officiellement demandé une enquête par l'équipe de l'ONU responsable de la résolution 2231 du CSNU.
Le 1er novembre, CNN a rapporté que l'Iran se préparait à envoyer des missiles balistiques et d'autres armes à la Russie pour une utilisation en Ukraine.
Le 21 novembre, CNN a rapporté qu'une évaluation du renseignement avait conclu que l'Iran prévoyait d'aider la Russie à commencer la production de drones conçus par l'Iran en Russie. Le pays effectuant l'évaluation du renseignement n'a pas été nommé.

### Réponse ukrainienne
Le 3 novembre, l'Ukraine a averti l'Iran de s'attendre à une réponse "absolument impitoyable" s'il devait continuer à fournir des armes à la Russie. Le 24 novembre, l'Ukraine a annoncé que des conseillers militaires iraniens avaient été tués en Crimée. Il a déclaré que les Iraniens en territoire occupé continueraient d'être ciblés.

## Forces iraniennes en Ukraine
Le 21 octobre, un communiqué de presse de la Maison Blanche a déclaré que les troupes iraniennes étaient en Crimée pour aider la Russie à lancer des attaques de drones contre des civils et des infrastructures civiles. Le 24 novembre, des responsables ukrainiens ont déclaré que l'armée avait tué dix Iraniens et ciblerait toute nouvelle présence militaire iranienne en Ukraine. L'Institut pour l'étude de la guerre a estimé qu'il s'agissait probablement de membres du Corps des gardiens de la révolution islamique ou du personnel affilié au CGRI, car cette formation est le principal opérateur de drones iraniens.

## Impact sur les relations Iran-États-Unis
Le soutien de l'Iran à la Russie, combiné à la répression iranienne des manifestations de Mahsa Amini et à l'augmentation de l'enrichissement d'uranium, a conduit à une relation plus conflictuelle entre les États-Unis et l'Iran. Au 24 novembre, les États-Unis ne cherchaient pas à relancer un accord nucléaire avec l'Iran et avaient récemment imposé des sanctions supplémentaires à l'Iran.

## Sources et références
1. ↑  Lederer, « Ukraine accuses Iran of violating UN ban on transferring drones », PBS, 19 octobre 2022 (consulté le 4 novembre 2022)
2. ↑  (en) « Russia using weapons 'smuggled by Iran' in Ukraine | First Thing », the Guardian, 12 avril 2022 (consulté le 29 novembre 2022)
3. ↑  (en) « White House: Iran set to deliver armed drones to Russia », AP NEWS, 11 juillet 2022 (consulté le 29 novembre 2022)
4. ↑  (en-US) Eric Schmitt, Thomas Gibbons-Neff et John Ismay, « As Russia Runs Low on Drones, Iran Plans to Step In, U.S. Officials Say », The New York Times,‎ 17 juillet 2022 (ISSN 0362-4331, lire en ligne, consulté le 23 décembre 2022)
5. ↑  (en) Kottasová, « 'Kamikaze' drones are the latest threat for Ukraine. Here's what we know », CNN, 17 octobre 2022 (consulté le 29 novembre 2022)
6. ↑  (en-US) Julian E. Barnes, « Iran Sends Drone Trainers to Crimea to Aid Russian Military », The New York Times,‎ 18 octobre 2022 (ISSN 0362-4331, lire en ligne, consulté le 23 décembre 2022)
7. ↑  (en) Joby Warrick, Ellen Nakashima et Shane Harris, « Iran plans to send missiles, drones to Russia for Ukraine war, officials say », journal,‎ 16 octobre 2022 (lire en ligne )
8. ↑  (en-US) « Israel may transfer high-precision ballistic missiles to Ukraine if the Russian Federation receives Iranian ones - mass media », Militarnyi (consulté le 29 novembre 2022)
9. ↑  (en-GB) « US says Iran's 'kamikaze' drones breach sanctions », sur BBC News, 18 octobre 2022 (consulté le 23 décembre 2022)
10. ↑  (en) Raine, « Iran denies supplying Russia with weapons for use in Ukraine », CNN, 16 octobre 2022 (consulté le 18 octobre 2022)
11. ↑  (en) « Iranian foreign ministry spokesman reacts to some claims about shipment of arms including military drones by Iran to Ukraine », en.mfa.ir (consulté le 18 octobre 2022)
12. ↑  (en) « European countries urge UN probe of Iran drones in Ukraine », sur France 24, 22 octobre 2022 (consulté le 23 décembre 2022)
13. ↑  (en) Atwood, « Iran is preparing to send additional weapons including ballistic missiles to Russia to use in Ukraine, western officials say | CNN Politics », CNN, 1er novembre 2022 (consulté le 29 novembre 2022)
14. ↑  (en) Atwood, « Russia to build attack drones for Ukraine war with the help of Iran, intelligence assessment says | CNN Politics », CNN, 21 novembre 2022 (consulté le 29 novembre 2022)
15. ↑  (en) « November 2, 2022 Russia-Ukraine news », CNN, 2 novembre 2022 (consulté le 29 novembre 2022)
16. ↑  (en) « Iranian advisers killed aiding Russians in Crimea, says Kyiv », the Guardian, 24 novembre 2022 (consulté le 29 novembre 2022)
17. ↑  (en) « US: Iranian troops in Crimea backing Russian drone strikes », sur AP NEWS, 20 octobre 2022 (consulté le 23 décembre 2022)
18. ↑  (en) « Russian Offensive Campaign Assessment, November 25 », Institute for the Study of War, 25 novembre 2022 (consulté le 26 novembre 2022)
19. ↑  (en) « Russian Offensive Campaign Assessment, October 12 », Institute for the Study of War, 12 octobre 2022 (consulté le 26 novembre 2022)
20. ↑  (en-US) David E. Sanger, « United States Enters a New Era of Direct Confrontation With Iran », The New York Times,‎ 24 novembre 2022 (ISSN 0362-4331, lire en ligne, consulté le 23 décembre 2022)